# Soviet de la Unió
El Soviet de la Unió (rus: Совет Союза; transliterat Soviet Soiuza) o Soviet dels Diputats del Poble era una de les dues cambres del Soviet Suprem de la Unió Soviètica, creat per la constitució soviètica de 1936, funcionant entre 1938 i 1991. En contraposició del Soviet de les Nacionalitats, el Soviet de la Unió representava els interessos de tots els habitants de la Unió Soviètica sense tenir en consideració la seva nacionalitat.
El Soviet de la Unió tenia les mateixes prerrogatives i competències que el Soviet de les Nacionalitats, incloent el dret a la iniciativa legislativa. El Soviet de la Unió escollia el seu president, que dirigia les sessions de la cambra, als seus quatre vicepresidents i a les comissions permanents.

## Forma d'elecció
Els membres del Soviet de la Unió eren elegits de forma universal, igualitària, directa i secreta, d'acord amb els principis de la democràcia socialista, i amb la regla de repartiment d'un diputat per cada 300.000 persones. Dita cambra estava composta per un nombre variable al voltant dels 790 representants.
Si bé, d'acord amb la constitució de 1936, no era obligatori ser membre del Partit Comunista de la Unió Soviètica per votar i ser elegit candidat, el sistema polític soviètic es basava en l'unipartidisme. No va ser fins a la glàsnost de Mikhaïl Gorbatxov que es realitzarien eleccions multipartidistes el 1989.

## Comissions permanents
- Comissió Mandatària
- Comissió en Suposats Legislatius
- Comissió de Planificació de Pressupost
- Comissió d'Afers Externs
- Comissió d'Afers de la Joventut
- Comissió d'Indústria
- Comissió de Transports i Comunicacions
- Comissió de Construcció i Indústria dels Materials de Construcció
- Comissió d'Agricultura
- Comissió de Béns de Consum
- Comissió d'Educació Pública
- Comissió de Salut Pública i Seguretat Social
- Comissió de Ciència i Cultura
- Comissió de Comerç
- Comissió de Servei de Consum i Economia Municipal
- Comissió de Medi Ambient.

## Presidents del Soviet de la Unió
| Nom                   | Inici del càrrec     | Final del càrrec     |
| --------------------- | -------------------- | -------------------- |
| Andrei Andreiev       | 12 de gener de 1938  | 10 de febrer de 1946 |
| Andrei Jdànov         | 12 de març de 1946   | 25 de febrer de 1947 |
| Ivan Parfenov         | 25 de febrer de 1947 | 12 de juny de 1950   |
| Mikhaïl Iasnov        | 1950                 | 1956                 |
| Alexandr Volkov       | 1954                 | 1956                 |
| Pavel Lobanov         | 14 de juliol 1956    | 18 de març de 1962   |
| Ivan Spiridonov       | 1962                 | 1970                 |
| Alexei Ixitikov       | 1970                 | 1984                 |
| Lev Tolkunov          | 1984                 | 1988                 |
| Iuri Khristoradnov    | maig de 1988         | 1989                 |
| Ievgeni Primakov      | 3 de juny de 1989    | 28 de març de 1990   |
| Ivan Laptev           | 1990                 | 1991                 |
| Konstantí Lubentxenko | 1991                 | 1991                 |